# Кирикале
Кирикале (тур. Kırıkkale) је град у Турској у вилајету Кирикале. Према процени из 2009. у граду је живело 191.156 становника.

## Становништво
Према процени, у граду је 2009. живело 191.156 становника.
| 1990.   | 2000.   |
| ------- | ------- |
| 185.431 | 205.078 |